# BK Troja
BK Troja (bollklubben Troja) var en damidrottsklubb i Stockholm i Sverige.
Klubben är mest känd för sin damhandboll. Man spelade i högsta damserierna redan innan Allsvenskan startade säsongen 1971-1972.  Men framgångsrikast blev man i början av 80-talet då man tog sig till allsvenskan, 1981-1982 spelade föreningen i högsta serien damallsvenskan i handboll. Till kommande säsong slogs föreningen samman med herrklubben Silwing och blev Silwing/Troja IK. Man fortsatte att spela i högsta serien och blev 2:a i allsvenskan det året. Även nästa år spelade man i Allsvenskan, och slutade trea. Men sen hade inte klubben råd att ha ett damallsvenskt lag så man lade ner satsningen på damhandboll. Silwing/Troja blev en ren herrklubb under ett anta år men på senare år har man börjat med dam och flickhandboll igen och har nu ett damlag i division tre Östra. Mest kända spelare är Anna Lena Pihl som spelade i klubben under 1980-talets början.